# SMS Vorwärts (1899)

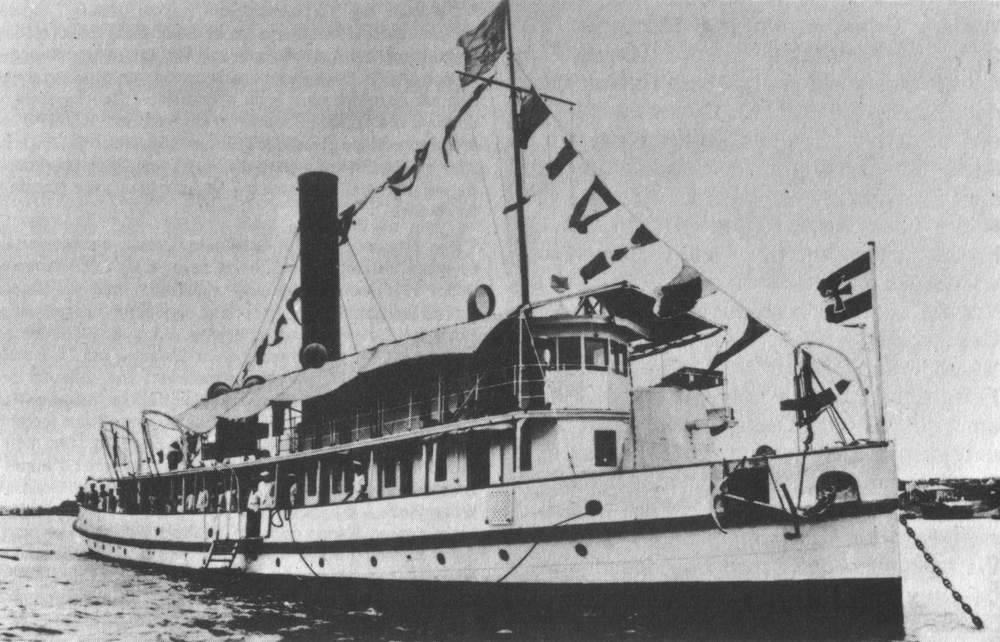
SMS Vorwärts, фотографія 1905 року.

SMS Vorwärts  був річковим канонерським човном Імператорського флоту Німеччини. Корабель був побудований в 1899 році на верфі Farnham, Boyd & Co. в Шанхаї як пасажирський річковий пароплав Woochow. У 1901 році він був куплений Німеччиною і використовувався до 1910 року в Китаї. 

## Технічні характеристики
Vorwärts мав сталеві шпангоути і максимальну водотоннажність 406  т. Його довжина була 47,7   метрів, по ватерлінії - 47,0 метрів. Найбільша ширина корпусу становила 7,5 метрів. При максимальній водотоннажності корабель мав осадку 1,46   метрів спереду та 2.2   метрів ззаду. Корпус був розділений на п’ять водонепроникних відсіків, але не мав подвійного дна або додаткової броні.  
В екіпаж корабля входило 36 осіб. Він складався з трьох офіцерів, 30 нижчих чинів та трьох китайських допоміжних робітників. 

### Двигуни
Канонерський човен працював на двох двоциліндрових вертикальних парових машинах, кожна з яких обертала гвинт 1,1   метр у діаметрі.  Це забезпечувало швидкість корабля  до 11 вузлів. 

### Озброєння
Основне озброєння складалося з двох 50 міліметрових швидкострільних гармат, оснащених захисними щитами  з боєзапасом у 423 снаряди. Крім того, на борту знаходились дві важкі кулемети . 

## Використання
Судно "Woochow" використовувалося гонконгською пароплавською компанією Canton & Macao Steamboat Ltd. як пасажирський корабель. У результаті повстання боксерів він був проданий у Шанхаю, в очікуванні підвищенего попиту на судна з плоским дном. Влітку 1900 року німецький рейх зафрахтував "Вухау" і використовував його як транспорт для перевезення військ між Тангу і Тяньдзіном . Командувач Східної-азійської крейцсерської ескадри, віце-адмірал Фелікс фон Бендеман, вирішив придбати судно.  Нарешті, 3 березня 1901 року військово-морське міністерство схвалило закупівлю судна та озброєння для нього. Телеграфне схвалення цієї пропозиції дійшло до Бендемана через вісім днів. Цього ж дня "Вухау" був куплений і переведений до Ціндао для переоснащення. 
19  березня 1901 року відбулося офіційне введення в експлуатацію канонерського човна з екіпажем ремонтованого міноносця "Таку". Ймовірно, в той же час його перейменували Vorwärts. Основним завданням канонерського човна було забезпечення німецьких економічних інтересів, а також представництво Німецького рейху вздовж річки Янцзи. У рамках цієї діяльностіприбув до Ханькоу наприкінці травня. У жовтні канонерський човен відплив до озера Поянху, а потім зимував у Шанхаї. У липні 1902 року відвідав  Ханьшуй загнаний, зиму корабель провів у Їчані. 
У 1903 році озеро Дунтін і Сяань-Кіанг були серед списку відвідувань канонерського чолвна. Після перебування в Шанхаї з 25 вересень до 12-го   У листопаді Vorwärts знову прибув до Їчану на зимівлю. Через два місяці Vorwärts зустрівся у Кіу-Кьянг з новим річковим патрульним катером Vaterland, який відтепер також використовувався на річці Янцзи. У наступному році Vorwärts першим відвідав Чанша з 2 жовтня до середини листопада 1905 р. Канонерський човен пробув у Циндао, де було проведено капітальний ремонт. 
Також у наступні роки Vorwärts використовувався на річці Янцзи. Після крейсирування в районі від Ханькоу до Нанкіна операції довелося перервати з вересня по листопад 1907 р., оскільки човен був у ремонті в Шанхаї. Там  31 березень 1910 року нарешті закінчився період активного використання Vorwärts. Канонерський човен був замінений на SMS Otter і виведений з експлуатації.

## Доля корабля
"Vorwärts" 18  червня 1910 вилучений зі списку військових кораблів. Наступного року китайська компанія купила корабель за 50 000 золотих марок. Його використовували як річковий пароплав. Подальша доля невідома. 